# Championnat d'Argentine de football 1991-1992
Navigation
Saison précédente Tournoi suivant
La saison 1991-1992 du Championnat d'Argentine de football était la 62e édition professionnelle de la première division argentine. Les 20 meilleures équipes du pays sont regroupées au sein d'une poule unique, où chaque club rencontre tous ses adversaires 2 fois. Les tournois Ouverture et Clôture sont mis en place avec un titre de champion qui se joue entre les vainqueurs des 2 tournois, si ce n'est pas le même club.
C'est le club de River Plate, vainqueur du tournoi d'Ouverture, c'est le 24e titre de champion d'Argentine de son histoire. Newell's Old Boys (Rosario), vainqueur du tournoi d'Clôture, c'est le 4e titre de champion d'Argentine de son histoire.

## Les 20 clubs participants
| \| Buenos Aires La Plata Santa Fe Rosario Córdoba Corrientes \| Villes représentées lors de la saison 1991-1992 |
| Buenos Aires La Plata Santa Fe Rosario Córdoba Corrientes                                                       |

- Boca Juniors
- San Lorenzo de Almagro
- River Plate
- Independiente
- Gimnasia y Esgrima (La Plata)
- Newell's Old Boys (Rosario)
- Talleres (Córdoba)
- Unión (Santa Fe)
- Racing Club
- Rosario Central
- Vélez Sársfield
- Argentinos Juniors
- Estudiantes (La Plata)
- Ferro Carril Oeste
- Deportivo Español
- Platense
- Deportivo Mandiyú (Corrientes)
- Huracán
- Quilmes - Promu de Segunda División
- Belgrano (Córdoba) - Promu de Segunda División

## Compétition
Le classement est établi en utilisant le barème suivant :
- Victoire : 2 points
- Match nul : 1 point
- Défaite, forfait ou abandon : 0 point

### TournoiOuverture
| Rang | Équipe                         | Pts | J  | G  | N  | P  | Bp | Bc | Diff |
| ---- | ------------------------------ | --- | -- | -- | -- | -- | -- | -- | ---- |
| 1    | River Plate                    | 31  | 19 | 14 | 3  | 2  | 33 | 11 | +22  |
| 2    | Boca Juniors                   | 24  | 19 | 7  | 10 | 2  | 22 | 15 | +7   |
| 3    | San Lorenzo de Almagro         | 22  | 19 | 4  | 14 | 1  | 20 | 14 | +6   |
| 4    | Vélez Sársfield                | 21  | 19 | 8  | 5  | 6  | 27 | 18 | +9   |
| 5    | Gimnasia y Esgrima (La Plata)  | 21  | 19 | 7  | 7  | 5  | 16 | 17 | -1   |
| 6    | Deportivo Mandiyú (Corrientes) | 20  | 19 | 7  | 6  | 6  | 22 | 20 | +2   |
| 7    | Platense                       | 20  | 19 | 5  | 10 | 4  | 16 | 14 | +2   |
| 8    | Talleres (Córdoba)             | 20  | 19 | 7  | 6  | 6  | 19 | 21 | -2   |
| 9    | Argentinos Juniors             | 19  | 19 | 4  | 11 | 4  | 18 | 18 | 0    |
| 10   | Ferro Carril Oeste             | 19  | 19 | 6  | 7  | 6  | 16 | 16 | 0    |
| 11   | Independiente                  | 19  | 19 | 6  | 7  | 6  | 20 | 21 | -1   |
| 12   | Huracán                        | 19  | 19 | 5  | 9  | 5  | 18 | 21 | -3   |
| 13   | Racing Club                    | 18  | 19 | 4  | 10 | 5  | 14 | 14 | 0    |
| 14   | Deportivo Español              | 18  | 19 | 6  | 6  | 7  | 23 | 25 | -2   |
| 15   | Belgrano (Córdoba) P           | 17  | 19 | 3  | 11 | 5  | 15 | 17 | -2   |
| 16   | Rosario Central                | 17  | 19 | 4  | 9  | 6  | 17 | 21 | -4   |
| 17   | Estudiantes (La Plata)         | 16  | 19 | 4  | 8  | 7  | 14 | 21 | -7   |
| 18   | Newell's Old Boys (Rosario) T  | 15  | 19 | 3  | 9  | 7  | 14 | 16 | -2   |
| 19   | Unión (Santa Fe)               | 14  | 19 | 3  | 8  | 8  | 13 | 21 | -8   |
| 20   | Quilmes P                      | 10  | 19 | 1  | 8  | 10 | 9  | 25 | -16  |

|  | Vainqueur Tournoi Ouverture                       |
|  | Participation à la Liguilla pré-Libertadores      |
|  | T : Tenant du titre P : Promu de Segunda División |

### TournoiClôture
| Rang | Équipe                         | Pts | J  | G  | N  | P  | Bp | Bc | Diff |
| ---- | ------------------------------ | --- | -- | -- | -- | -- | -- | -- | ---- |
| 1    | Newell's Old Boys (Rosario)    | 29  | 19 | 11 | 7  | 1  | 27 | 8  | +19  |
| 2    | Vélez Sársfield                | 27  | 19 | 10 | 7  | 2  | 29 | 16 | +13  |
| 3    | Deportivo Español              | 27  | 19 | 9  | 9  | 1  | 24 | 11 | +13  |
| 4    | Boca Juniors                   | 26  | 19 | 10 | 6  | 3  | 20 | 11 | +9   |
| 5    | River Plate T                  | 24  | 19 | 8  | 8  | 3  | 31 | 22 | +9   |
| 6    | Platense                       | 22  | 19 | 8  | 6  | 5  | 23 | 16 | +7   |
| 7    | Racing Club                    | 21  | 19 | 5  | 11 | 3  | 12 | 9  | +3   |
| 8    | Gimnasia y Esgrima (La Plata)  | 20  | 19 | 6  | 8  | 5  | 25 | 20 | +5   |
| 9    | Huracán                        | 19  | 19 | 5  | 9  | 5  | 18 | 19 | -1   |
| 10   | Belgrano (Córdoba) P           | 18  | 19 | 6  | 6  | 7  | 18 | 18 | 0    |
| 11   | Ferro Carril Oeste             | 18  | 19 | 5  | 8  | 6  | 13 | 14 | -1   |
| 12   | Independiente                  | 17  | 19 | 4  | 9  | 6  | 16 | 16 | 0    |
| 13   | Talleres (Córdoba)             | 17  | 19 | 4  | 9  | 6  | 14 | 17 | -3   |
| 14   | Rosario Central                | 17  | 19 | 8  | 1  | 10 | 19 | 24 | -5   |
| 15   | Argentinos Juniors             | 16  | 19 | 5  | 6  | 8  | 16 | 19 | -3   |
| 16   | Unión (Santa Fe)               | 13  | 19 | 2  | 9  | 8  | 11 | 18 | -7   |
| 17   | Estudiantes (La Plata)         | 13  | 19 | 2  | 9  | 8  | 14 | 26 | -12  |
| 18   | Deportivo Mandiyú (Corrientes) | 13  | 19 | 3  | 7  | 9  | 16 | 30 | -14  |
| 19   | San Lorenzo de Almagro         | 12  | 19 | 3  | 6  | 10 | 11 | 25 | -14  |
| 20   | Quilmes 'P' -2                 | 9   | 19 | 4  | 3  | 12 | 14 | 32 | -18  |

|  | Vainqueur Tournoi Clôture                         |
|  | Participation à la Liguilla pré-Libertadores      |
|  | Relégation en Segunda División                    |
|  | T : Tenant du titre P : Promu de Segunda División |

- Unión (Santa Fe) et Quilmes sont relégués car ils possèdent la plus mauvaise moyenne de points sur les 3 dernières saisons.

### Liguilla pré-Libertadores

#### Classement de la première équipe
| 12 juillet 1992 | Newell's Old Boys (Rosario) | 0 - 0 | River Plate | Rosario Central |  |
|                 |                             |       |             |                 |  |

| 19 juillet 1992 | River Plate  | 1 - 0 | Newell's Old Boys (Rosario) | River Plate |
|                 | Medina Bello |       |                             |             |

| 26 juillet 1992 | River Plate             | 3 - 2 | Newell's Old Boys (Rosario) | Cordoba |  |
|                 | Medina Bello , · R.Diaz |       | Martino · Lunari            |         |  |

River Plate remporte et est qualifié pour la Copa Libertadores 1993. Newell's Old Boys (Rosario) participe à la Liguilla pré-Libertadores. L'Argentine dispose de 2 places assurées en Copa Libertadores : une pour le vainqueur de la finale nationale et une pour le vainqueur de la Liguilla pré-Libertadores, une coupe qui rassemble les 8 meilleurs clubs de D1. Cette compétition se joue en match simple avec élimination directe.

#### Quarts de finale
| Équipe 1          | Résultat | Équipe 2                      |
| ----------------- | -------- | ----------------------------- |
| Platense          | 0 - 1    | Gimnasia y Esgrima (La Plata) |
| Deportivo Español | 1 - 0    | Racing Club                   |
| Velez Sarsfield   | 1 - 0    | Huracán                       |
| Boca Juniors      | 2 - 0 ap | San Lorenzo de Almagro        |

#### Demi-finales
| Équipe 1        | Résultat      | Équipe 2                      |
| --------------- | ------------- | ----------------------------- |
| Velez Sarsfield | 1 - 1 4-2 tab | Deportivo Español             |
| Boca Juniors    | 0 - 1         | Gimnasia y Esgrima (La Plata) |

#### Finale
| Équipe 1        | Résultat | Équipe 2                      |
| --------------- | -------- | ----------------------------- |
| Velez Sarsfield | 3 - 0    | Gimnasia y Esgrima (La Plata) |

#### Finale de barrage
Le vainqueur de la Liguilla pré-Libertadores rencontre le perdant de la première finale de qualification par équipe à la Copa Libertadores 1993.
| Équipe 1                    | Résultat | Équipe 2        |
| --------------------------- | -------- | --------------- |
| Newell's Old Boys (Rosario) | 1 - 0    | Velez Sarsfield |

- Newell's Old Boys (Rosario) se qualifie pour la Copa Libertadores 1993.

## Bilan de la saison
| Tableau d'Honneur                   |                                                               |
| Compétition                         | Vainqueur                                                     |
| Championnat d'Argentine de football | River Plate (Ouverture) Newell's Old Boys (Rosario) (Clôture) |

| Qualifications continentales |                                                                 |
| Copa Libertadores 1993       | River Plate Newell's Old Boys (Rosario)                         |
| Copa CONMEBOL 1992           | Velez Sarsfield Deportivo Español Gimnasia y Esgrima (La Plata) |

| Promotions et relégations    |                            |
| Promus en Primera Division   | Lanús San Martin (Tucumán) |
| Relégués en Segunda Division | Quilmes Unión (Santa Fe    |